# Machete cubano
Il machete cubano è un'arte marziale di combattimento simile alla escrima, creata dai contadini cubani. I coloni spagnoli cercarono di confrontarsi con questo sistema di combattimento impiegando l'arte marziale chiamata  palo canario. Quest'arte marziale insegna un sistema di combattimento con il machete. È utile ai contadini per difendersi da assalti di criminali o predoni.